# Malsta
Malsta is een plaats in de gemeente Hudiksvall in het landschap Hälsingland en de provincie Gävleborgs län in Zweden. De plaats heeft 151 inwoners (2005) en een oppervlakte van 44 hectare.